# Johann August Weingart

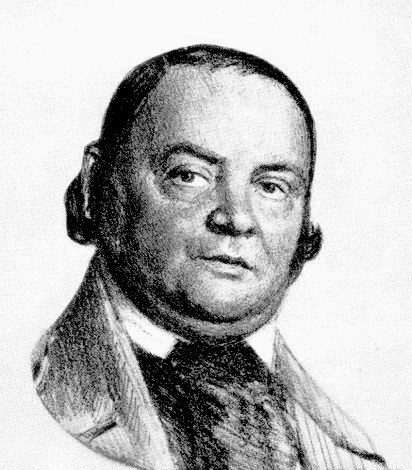
Johann August Weingart

Johann August Weingart (* 17. August 1797 im Kanton Neuenburg; † 28. Januar 1878 wahrscheinlich in Bern) war ein Schweizer Politiker. Von 1848 bis 1860 gehörte er dem Nationalrat an.

## Biografie
Weingart wuchs wahrscheinlich in La Chaux-de-Fonds auf, wo er auch die Schulen besucht haben dürfte. Später zog er ins Seeland und war bis 1830 als Lehrer an der Dorfschule von Grossaffoltern tätig. Anschliessend unterrichtete er Französisch und Geographie am Progymnasium in Biel. Er verbreitete radikalliberale politische Ansichten und verlor deswegen 1836 seine Stelle. Daraufhin war Weingart als Geschäftsführer einer Druckerei und der freisinnigen Zeitung Seeländer Anzeiger tätig. In Bern war er bis 1862 als Buchdrucker, Verleger, Journalist und Übersetzer im Grossen Rat tätig.
Unter dem Decknamen Frère Jonathan war Weingart einer der drei Leiter der Jungen Schweiz, einer von Giuseppe Mazzinis Jungem Europa inspirierten radikalen Organisation. Ebenso gehörte er dem Schweizerischen Nationalverein an. 1845 nahm er am zweiten Freischarenzug nach Luzern teil. Im selben Jahr wurde er in den Grossen Rat gewählt, dem er bis 1854 angehörte. Als Verfassungsrat war er 1846 an der Ausarbeitung einer neuen liberalen Kantonsverfassung beteiligt. Im Oktober 1848 kandidierte er bei den ersten Nationalratswahlen und wurde im Wahlkreis Mittelland gewählt (im fünften Wahlgang). Weingart vertrat ein säkularisiertes Christentum und strebte die Vervollkommnung des Menschen durch Pädagogik an. 1860 trat er als Nationalrat zurück.